# Villarta-Quintana
Villarta-Quintana – gmina w Hiszpanii, w prowincji La Rioja, w La Rioja, o powierzchni 24,73 km². W 2011 roku gmina liczyła 161 mieszkańców.